# Art Blakey
Art Blakey (Abdulla Ibn Buhaina) (11. oktober 1919 – 16. oktober 1990) var en amerikansk trommeslager og orkesterleder.
Han gjorde sig bemærket i Billy Eckstines store orkester fra 1944-47 og blev derefter freelance i New York. Arbejde fra 1952 hyppigt med pianisten Horace Silver, og blev den musikalske nøglefigur i orkesteret "The Jazz Messengers" i 1955; et orkesternavn der fulgte ham resten af karrieren, og som gennem årene var læreanstalt for en stribe af store talenter. Han har lavet et utal af plader i eget navn og med The Jazz Messengers.